# القضاء في مصر

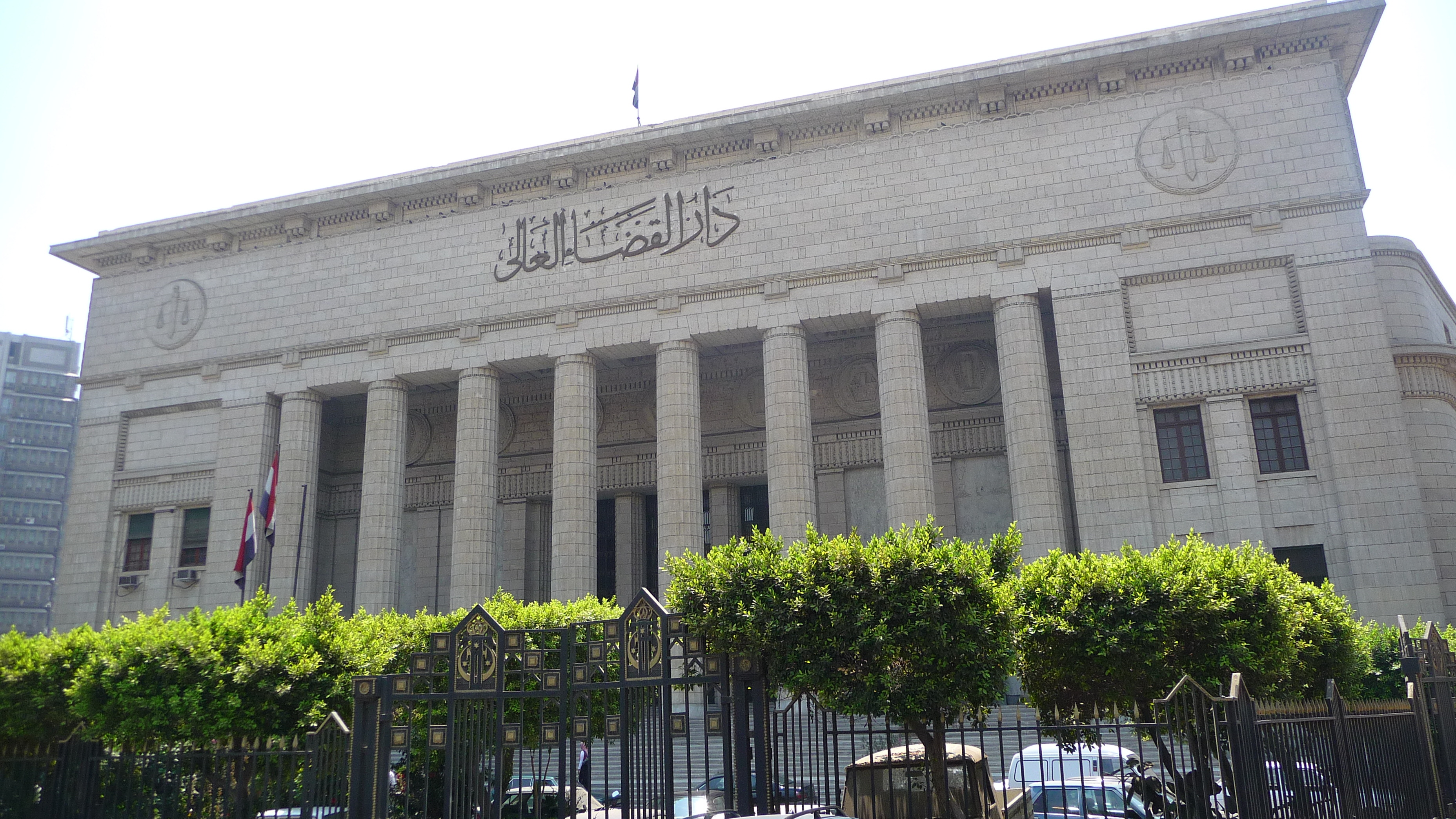
دار القضاء العالي

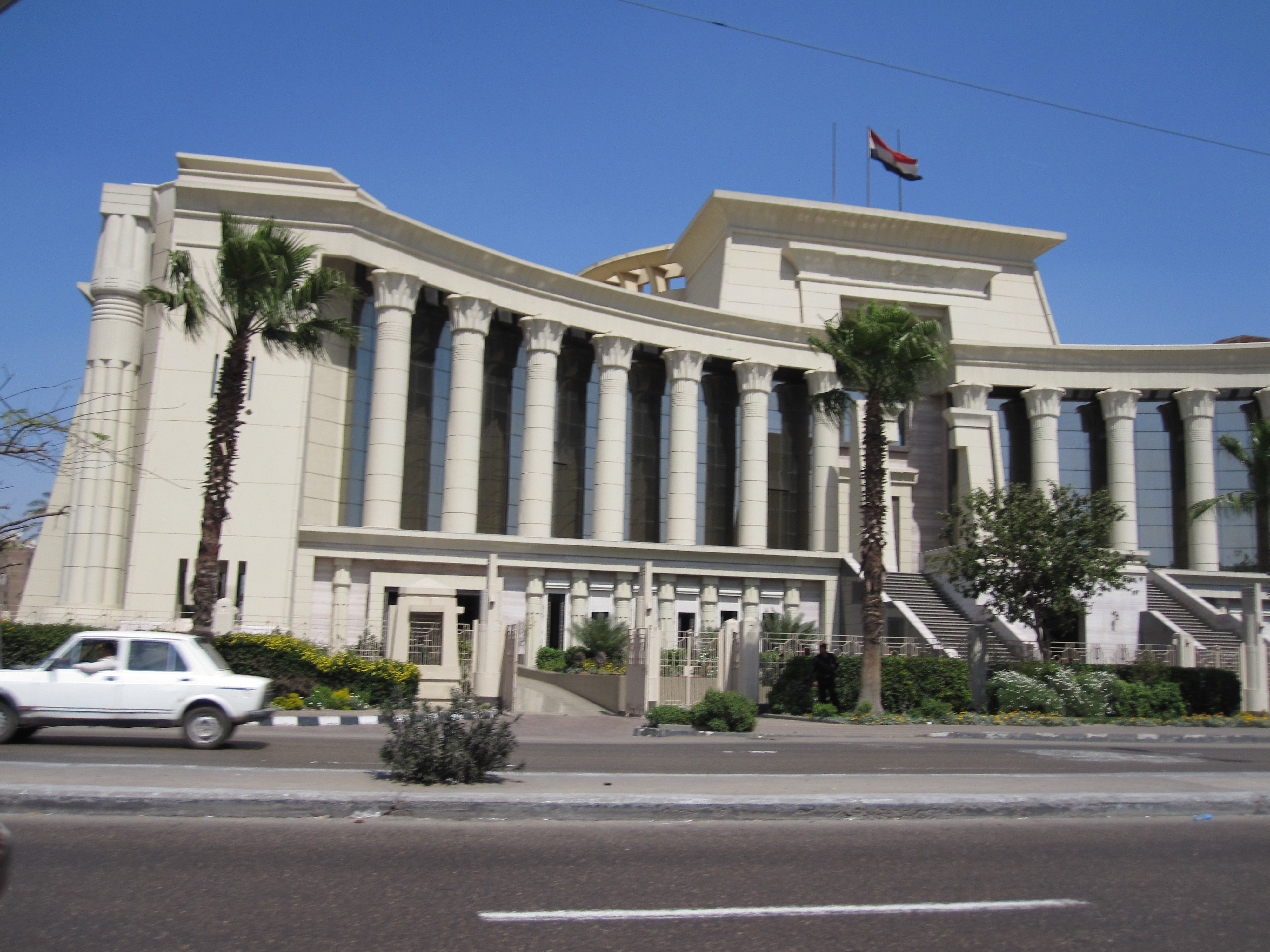
المحكمة الدستورية العليا المصرية

القضاء في مصر

## القضاء
على درجتين وهما محاكم أول درجة ومحاكم ثاني درجة تقوم عليه سلطة قضائية مستقلة تتألف من محاكم على اختلاف أنواعها ودرجاتها وتصدر أحكامها وفق القانون المادة 165 من الدستور وهي عبارة عن خمس محاكم هي : 

### القضاء العادي
ويشمل قضاء القانون الخاص والقضاء الجنائي ويتألف من محكمة النقض و محكمة الإستئناف و المحاكم الابتدائية والمحاكم الجزئية.
وتختص كل منها بنظر ما يرفع إليها طبقا للقانون .

### مجلس الدولة
مجلس الدولة:-هو المختص بالفصل في المنازعات الإدارية التي تثور بين الأفراد والجهات الحاكمة في الدولة، ويقوم بإلغاء القرارات الصادرة من الحكومة، فضلاً عن التعويض عنها، ويتكون من ثلاثة أقسام القسم القضائي وقسم الفتوى وقسم التشريع. يتألف القسم القضائي من: المحكمة الإدارية العليا ومحكمة القضاء الإداري والمحاكم الإدارية والمحاكم التأديبية وهيئة مفوضي الدولة. وتختص كل منها بنظر ما يرفع إليها طبقا للقانون .

### المحكمة الدستورية العليا
المحكمة الدستورية العليا هي هيئة قضائية مستقلة بذاتها وتصدر أحكامها وفق المادة 174 من الدستور في القانون المصري .

### محكمة أمن الدولة العليا
محكمة أمن الدولة العليا ينظم القانون ترتيبها وبيان إختصـاصاتها والشروط الواجب توافرها فيمن يتولون القضاء فيها المادة 171 من الدستور.

### هيئة القضاء العسكري
هيئة القضاء العسكري, وقد نظمه القانون وبين اختصاصاته في حدود المبادئ الواردة بالقانون المادة 183 من الدستور ويتألف من:
المحكمة العسكرية العليا والمحكمة العسكرية المركزية  والمحكمة العسكرية المركزية لها السلطة العليا. وتختص كل منها بنظر الدعاوي التي ترفع إليها طبقا للقانون.

### هيئة النيابة الإدارية
هيئة النيابة الإدارية هيئة قضائية مستقلة وفقا للمادة 197 من الدستور، تتولى التحقيق في المخالفات الإدارية والمالية، وكذا التي تحال إليها ويكون لها بالنسبة لهذه المخالفات السلطات المقررة لجهة الإدارة في توقيع الجزاءات التأديبية، ويكون الطعن في قراراتها أمام المحكمة التأديبية المختصة بمجلس الدولة، كما تتولى تحريك ومباشرة الدعاوى والطعون التأديبية أمام محاكم مجلس الدولة، وذلك كله وفقا لما ينظمه القانون. ويحدد القانون اختصاصاتها الأخرى، ويكون لأعضائها كافة الضمانات والحقوق والواجبات المقررة لأعضاء السلطة القضائية. وينظم القانون مساءلتهم تأديبياً.

## هيئة قضايا الدولة
قضايا الدولة هيئة قضائية مستقلة وفقا للمادة 196 من الدستور المصري 2014 تنوب عن الدولة فيما يرفع منها أو عليها
من دعاوى، وفى اقتراح تسويتها وديًا فى أى مرحلة من مراحل التقاضى،
والإشراف الفنى على إدارات الشئون القانونية بالجهاز الإدارى للدولة بالنسبة
للدعاوى التى تباشرها، وتقوم بصياغة مشروعات العقود التى تحال إليها من
الجهات الإدارية وتكون الدولة طرفًا فيها، وذلك كله وفقًا لما ينظمه القانون.
ويحدد القانون اختصاصاتها الأخرى، ويكون لأعضائها كافة الضمانات
والحقوق والواجبات المقررة لأعضاء السلطة القضائية، وينظم القانون مساءلتهم
تأديبيًا.

## وصلات خارجية
- قانون القضاء العسكري